# Balduin d'Avesnes
Balduin d'Avesnes (n. septembrie 1219, Oizy – d. 10 aprilie 1295, Avesnes) a fost unul dintre fiii lui Bouchard al IV-lea d'Avesnes și ai soției acestuia, Margareta a II-a de Flandra.
Căsătoria dintre părinții săi a fost ulterior declarată ilegală. Balduin a fost apoi declarat ca legitim de către papă, la instigarea regelui Ludovic al IX-lea al Franței. În 1246, el a primit Beaumont ca apanaj.
Întreaga sa viață, Balduin a luptat, alături de fratele său, contele Ioan I de Comitatul Hainaut|Hainaut, împotriva fraților lor vitregi din cea de a doua căsătorie a mamei lor cu Guillaume al II-lea de Dampierre. Se spune că Balduin ar fi fost răspunzător pentru accidentul care a condus la uciderea fratelui său vitreg Guillaume al III-lea de Dampierre în timpul unui turnir din Trazegnies. După edictul de la Péronne și moartea fratelui său Ioan, Balduin s-a reconciliat cu mama sa, care l-a trimis împotriva Namurului pentru o expediție punitivă.
În 1287, Balduin a vândut Dunkirk și Warneton lui Guy de Dampierre, conte de Flandra.
Balduin este cunoscut și ca un cronicar, el scriind o Chronique Universelle.

## Căsătorie și urmași
În 1243, Balduin s-a căsătorit cu Felicitas (n. 1220-d. 1307), fiică a lui Toma al II-lea de Coucy, senior de Vervins și fiu al seniorului Raoul I de Coucy. Balduin a avut următorii copii:
- Ioan (d. 1283), căsătorit cu Agnes de Valence, fiică a lui Guillaume de Valence, devenit earl de Pembroke.
- Beatrice (d. 1321), căsătorită în 1281 cu contele Henric al VI-lea de Luxemburg (d. 1288), fiul lui Henric al V-lea.